# Vítor Pereira Crespo
Vítor Pereira Crespo GCC • GCIH • GOIP (Leiria, Milagres, 2 de dezembro de 1932 — 30 de setembro de 2014) foi um professor de Química e político português.

## Biografia
Frequentou o Liceu Nacional de Leiria e ingressou na Faculdade de Ciências da Universidade de Coimbra, onde se licenciou em Ciências Físico-Químicas (1956). Posteriormente, doutorou-se em Química, na Universidade de Berkeley (1962), na Califórnia.
Dedicou a sua vida à academia e ao exercício de cargos na administração educativa — chegou a professor catedrático da Faculdade de Ciências e Tecnologia da Universidade de Coimbra (1968), foi reitor da Universidade de Lourenço Marques (1970-1972), diretor-geral do Ensino Superior no Ministério da Educação Nacional (1972-1973) e presidente do Instituto de Alta Cultura (1973-1974).
Em 1976 aderiu ao Partido Social Democrata, que o elegeu deputado à Assembleia da República. Ocupou os cargos de ministro da Educação e Ciência nos VI e VII Governos, e da Educação e das Universidades, no VIII Governo Constitucional, foi representante permanente de Portugal na UNESCO em Paris (1984-1985) e presidente da Assembleia da República (1987-1991). A 9 de Abril de 1981 foi agraciado com a Grã-Cruz da Ordem do Infante D. Henrique e a 9 de Junho de 1993 com a Grã-Cruz da Ordem Militar de Nosso Senhor Jesus Cristo.
Foi contratado como professor catedrático da Universidade Lusófona de Humanidades e Tecnologias (1995-1999) e, posteriormente na Universidade Autónoma de Lisboa (1999-2002). Também integrou o Conselho Nacional de Avaliação do Ensino Superior (1999-2004).
Discursou em 5 de Outubro de 1988 no Congresso Nacional do Brasil na ocasião da promulgação da Constituição brasileira de 1988, como representante das delegações estrangeiras situadas no país.[carece de fontes?]

### Condecorações
Foi agraciado com, entre outras, a seguintes ordens:
- Grande-Oficial da Ordem da Instrução Pública de Portugal (6 de Julho de 1972)
- Grã-Cruz da Ordem do Infante D. Henrique de Portugal (9 de Abril de 1981)
- Grã-Cruz da Ordem Nacional do Mérito do Equador (19 de Janeiro de 1990)
- Grã-Cruz da Ordem de Macários de Chipre (20 de Dezembro de 1990)
- Grã-Cruz da Ordem da Rosa Branca da Finlândia (8 de Março de 1991)
- Grã-Cruz da Ordem de Orange-Nassau da Holanda (25 de Março de 1992)
- Grã-Cruz da Ordem Militar de Cristo de Portugal (9 de Junho de 1993)
- Excelentíssimo Senhor Grã-Cruz da Real Ordem de Isabel a Católica de Espanha (26 de Outubro de 1993)

## Funções governamentais exercidas
- VI Governo Constitucional
  - Ministro da Educação e Ciência (3 de Janeiro de 1980 - 9 de Janeiro de 1981)
- VII Governo Constitucional
  - Ministro da Educação e Ciência (9 de Janeiro de 1981 - 4 de Setembro de 1981)
- VIII Governo Constitucional
  - Ministro da Educação e das Universidades (8 de Setembro de 1981 - 12 de Junho de 1982)